# Whiplash (filme)
Whiplash (bra: Whiplash: Em Busca da Perfeição ; prt: Whiplash - Nos Limites) é um filme estadunidense independente de 2014 do gênero drama, escrito e dirigido por Damien Chazelle.
Ele descreve a relação entre um ambicioso estudante baterista de jazz (Miles Teller) e um instrutor abusivo (J.K. Simmons).
Aclamado pela crítica, Whiplash recebeu elogios por seu roteiro, performances (particularmente de Simmons e Teller), direção, edição e design de som.
Em 2017 a revista Empire colocou Whiplash na lista dos "100 melhores filmes de todos os tempos".

## Sinopse
Andrew Neiman é um estudante baterista de jazz do melhor conservatório dos Estados Unidos. Pretende ser um dos grandes músicos, tendo como ídolo Buddy Rich.
Terence Fletcher é professor do conservatório. É extremamente exigente com seus alunos e está à procura de músicos para a banda da escola. Recruta Andrew, que ainda é baterista reserva em sua turma. Caravan e Whiplash são as principais composições ensaiadas pela banda. Porém os métodos duros de Fletcher podem ser demais para Andrew.

## Produção
O filme foi precedido por um curta-metragem homônimo de dezoito minutos, com Johnny Simmons (sem relação com J.K Simmons) no papel de Andrew.[carece de fontes?] O curta recebeu o prêmio do juri de melhor curta-metragem do Festival de Sundance de 2013. Obteve apoio do programa de longa-metragem do Instituto Sundance e do SAG para a produção do longa-metragem, que contou com Jason Reitman como um dos produtores executivos. Apresentado no mesmo festival em 16 de janeiro de 2014, foi agraciado com os prêmios da audiência e do juri. Seus direitos foram adquiridos pela Sony Pictures Classics.
Apesar de ambientado em Nova Iorque foi gravado em locação em Los Angeles. Caravan de Juan Tizol e Whiplash de Hank Levy são as duas composições citadas e executadas. Há traços autobiográficos no roteiro escrito pelo diretor, que também foi um estudante de bateria e sofreu com a rudeza de um professor.

## Prêmios e indicações
| Prêmio / Festival | Categoria                         | Indicado                                      | Resultado | Ref.          |
| ----------------- | --------------------------------- | --------------------------------------------- | --------- | ------------- |
| Sundance          | Prêmio da Audiência - Drama       | Damien Chazelle                               | Venceu    | [ 8 ]         |
| Sundance          | Prêmio do Juri - Drama            | Damien Chazelle                               | Venceu    | [ 8 ]         |
| Globo de Ouro     | Melhor ator coadjuvante em cinema | J. K. Simmons                                 | Venceu    | [ 3 ]         |
| SAG               | Melhor ator secundário em cinema  | J. K. Simmons                                 | Venceu    | [ 9 ]         |
| BAFTA             | Melhor diretor                    | Damien Chazelle                               | Indicado  | [ 10 ] [ 11 ] |
| BAFTA             | Melhor roteiro original           | Damien Chazelle                               | Indicado  | [ 10 ] [ 11 ] |
| BAFTA             | Melhor ator coadjuvante em cinema | J. K. Simmons                                 | Venceu    | [ 10 ] [ 11 ] |
| BAFTA             | Melhor montagem                   | Tom Cross                                     | Venceu    | [ 10 ] [ 11 ] |
| BAFTA             | Melhor som                        | Thomas Curley, Ben Wilkins, Craig Mann        | Venceu    | [ 10 ] [ 11 ] |
| Oscar             | Melhor filme                      | Jason Blum, Helen Estabrook e David Lancaster | Indicado  | [ 12 ] [ 13 ] |
| Oscar             | Melhor ator secundário            | J. K. Simmons                                 | Venceu    | [ 12 ] [ 13 ] |
| Oscar             | Melhor roteiro adaptado           | Damien Chazelle                               | Indicado  | [ 12 ] [ 13 ] |
| Oscar             | Melhor montagem                   | Tom Cross                                     | Venceu    | [ 12 ] [ 13 ] |
| Oscar             | Melhor mixagem de som             | Craig Mann, Ben Wilkins e Thomas Curley       | Venceu    | [ 12 ] [ 13 ] |